# 勝福寺古墳
勝福寺古墳（しょうふくじこふん）は、兵庫県川西市火打にある古墳。形状は前方後円墳。兵庫県指定史跡に指定され、出土品は兵庫県指定有形文化財に指定されている。

## 概要

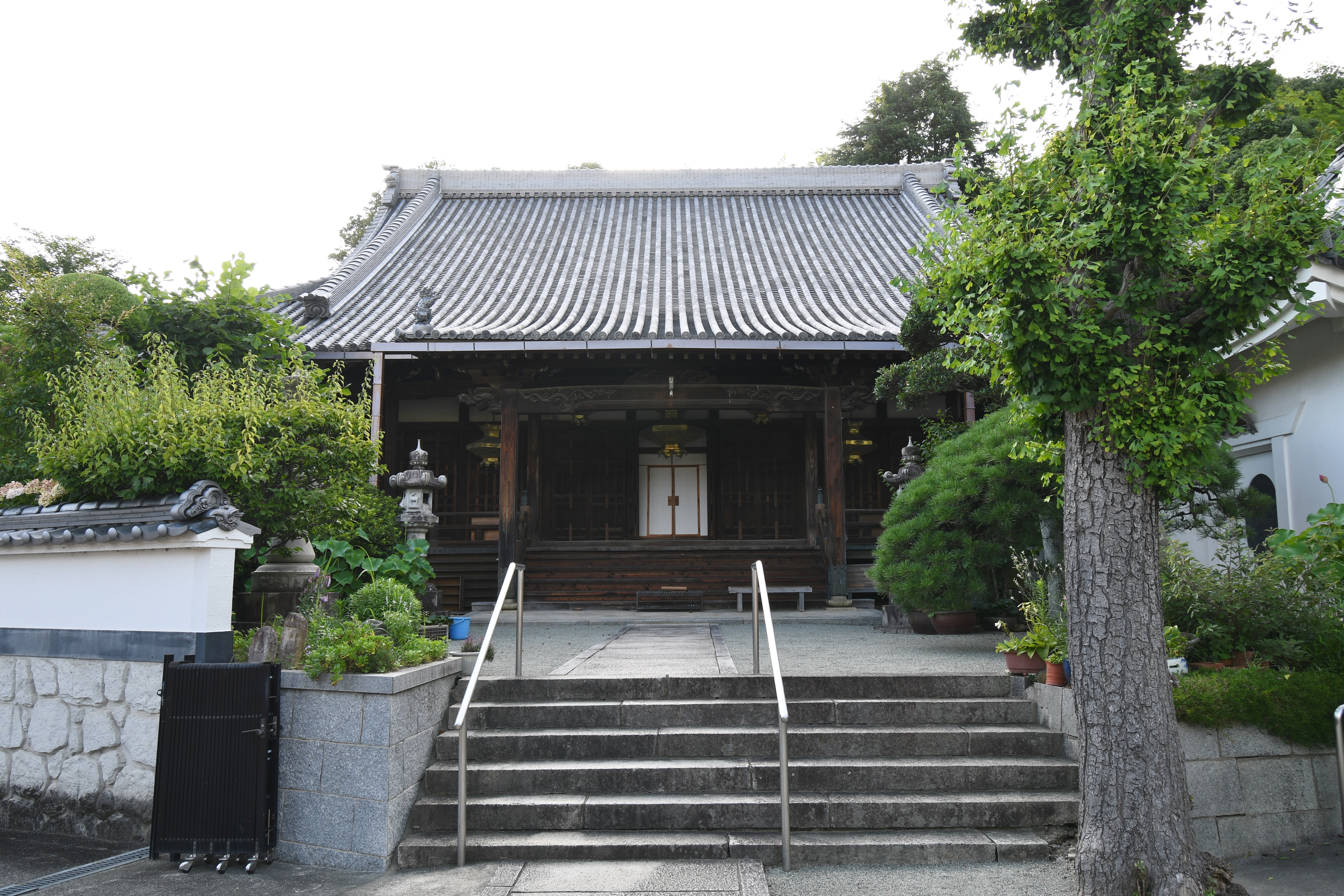
勝福寺

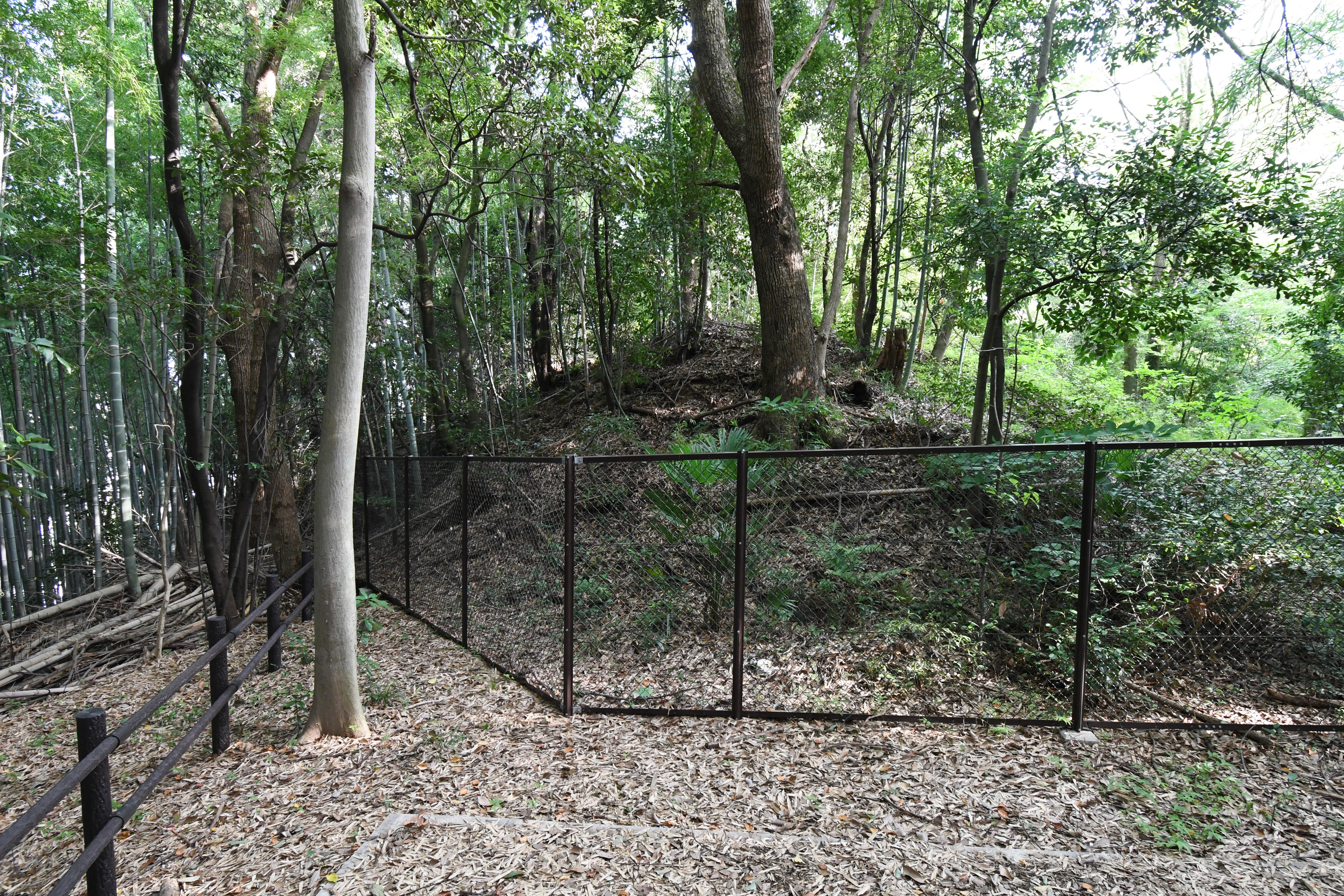
墳丘右に後円部、左奥に前方部。

兵庫県東部の長尾山丘陵東端、勝福寺の裏山斜面に築造された古墳である。1891年（明治24年）に発見され多数の副葬品が出土しているほか、1971年（昭和46年）以降に発掘調査が実施されている。
墳形は前方後円形で（調査前は円墳2基（勝福寺南墳・勝福寺北墳）とされた）、前方部を南南東方向に向ける。墳丘外表では円筒埴輪・形象埴輪（家形・甲冑形埴輪）が検出されている。埋葬施設は後円部における右片袖式横穴式石室（第1石室）・小横穴式石室（第2石室）の2基、前方部における木棺直葬2基（北棺・南棺）の計4基である。第1石室が中心的埋葬とされ、横穴式石室としては初期段階になるとして注目される。第1石室内からは画文帯神獣鏡・六鈴鏡・銀象嵌竜文刀・馬具など優れた副葬品が出土しており、第2石室・北棺・南棺からも副葬品が出土している。
築造時期は、古墳時代後期の6世紀初頭頃と推定される。小規模古墳ながら前方後円墳である点、初期横穴式石室を採用する点、優れた副葬品を有する点で特筆され、川西南部地域を掌握した首長墓として位置づけられる。被葬者に関しては、継体天皇（第26代）に関連する人物とする説が挙げられる。
古墳域は2014年（平成26年）に兵庫県指定史跡に指定され、出土品は同年に兵庫県指定有形文化財に指定された。現在では第2石室は埋め戻され、第1石室も石室内への立ち入りは制限されている。

## 遺跡歴
- 1891年（明治24年）、採土に際して発見。第1石室が開口、副葬品多数出土[1]。
- 1933年（昭和8年）、前方部北棺の発見[2]。
- 1968年（昭和43年）11月21日、川西市指定史跡に指定。
- 1971年（昭和46年）、発掘調査。前方部南棺の発見（川西市教育委員会）[1]。
- 2000年（平成12年）、測量調査（大阪大学考古学研究室、2001年に報告書刊行）。
- 2001-2004年（平成13-16年）、発掘調査。前方後円墳と判明、第2石室の発見（大阪大学考古学研究室・川西市教育委員会、2004年に概報刊行、2006年に報告書刊行）[1]。
- 2011年度（平成23年度）、墳丘復元工事[1]。
- 2014年（平成26年）3月14日、兵庫県指定史跡に指定、出土品が兵庫県指定有形文化財に指定。

## 埋葬施設

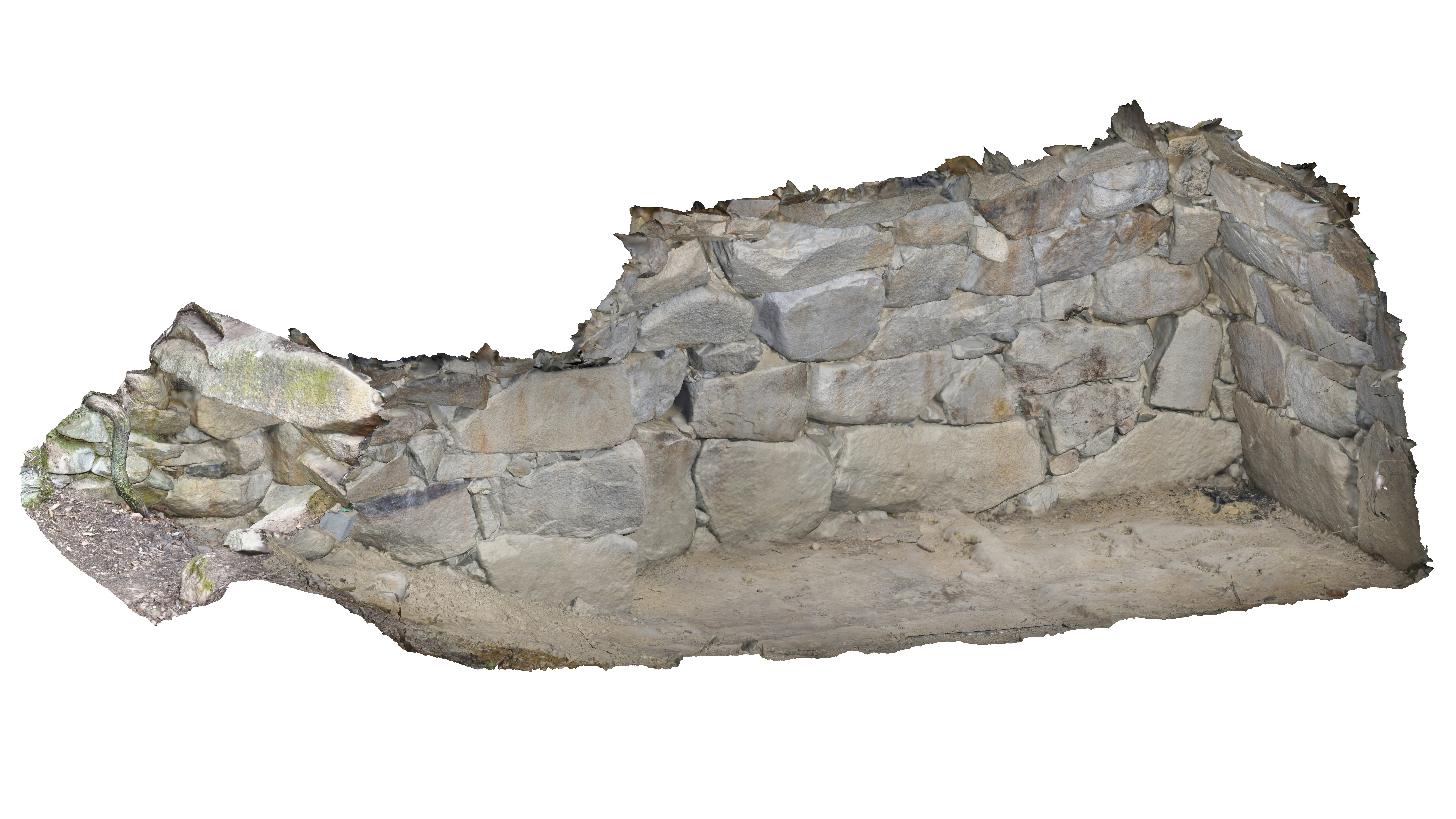
第1石室俯瞰図

第1石室展開図

埋葬施設としては後円部において横穴式石室2基（第1石室・第2石室）が、前方部において木棺直葬2基（北棺・南棺）が構築されている。石室・木棺の規模は次の通り。
第1石室
- 石室全長：9.02メートル
- 玄室：長さ4.71メートル、幅2.3メートル、高さ2.43メートル
- 羨道：長さ4.31メートル、幅1.43メートル、高さ1.69メートル

第2石室
- 長さ2.5メートル以上、幅1.4メートル、高さ0.6メートル以上

前方部北棺
- 長さ・幅不明

前方部南棺
- 長さ約2.7メートル、幅約0.6メートル

第1石室は、1891年（明治24年）に発見された。右片袖式横穴式石室で、北北西方向に開口する。初期の横穴式石室であり、画文帯神獣鏡・六鈴鏡・銀象嵌竜文刀の出土から中心的埋葬施設とされる。
第2石室は、2004年（平成16年）の発掘調査で発見された。第1石室の入口前に構築された小型の石室で、西南西方向に開口した。天井石のほか石材の多くは失われているが、石室内からは須恵器群が検出されている。第1石室の被葬者の子孫と推測される。現在では埋め戻されている。
前方部北棺は、1933年（昭和8年）に発見された。木棺直葬で、五獣形鏡・鹿角製刀装具の刀片が出土したと伝える。
前方部南棺は、1971年（昭和46年）の発掘調査で発見された。木棺直葬で、金製耳環・銀製梔子玉・鉄刀・鉄鏃が検出されている。

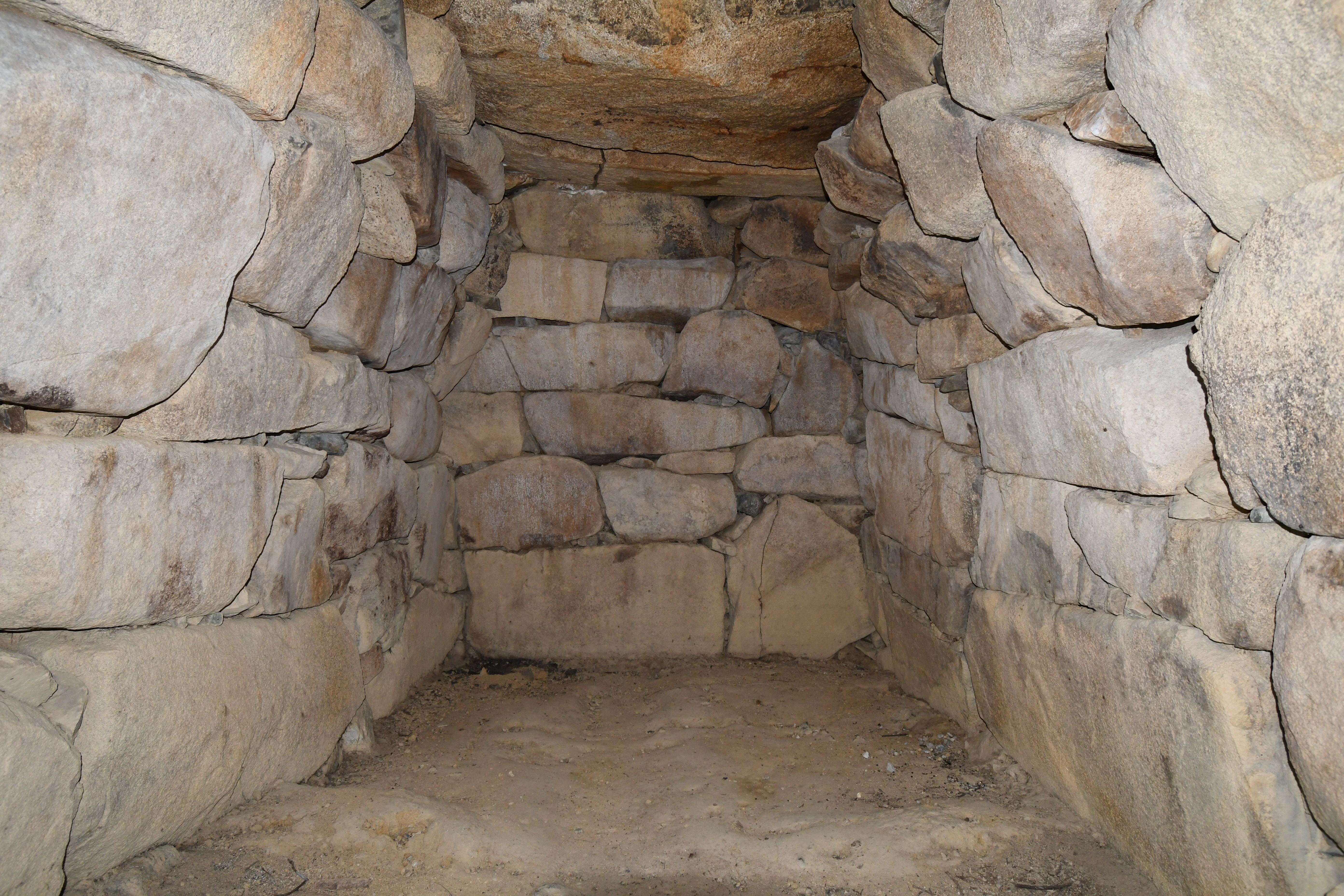
第1石室玄室（奥壁方向）
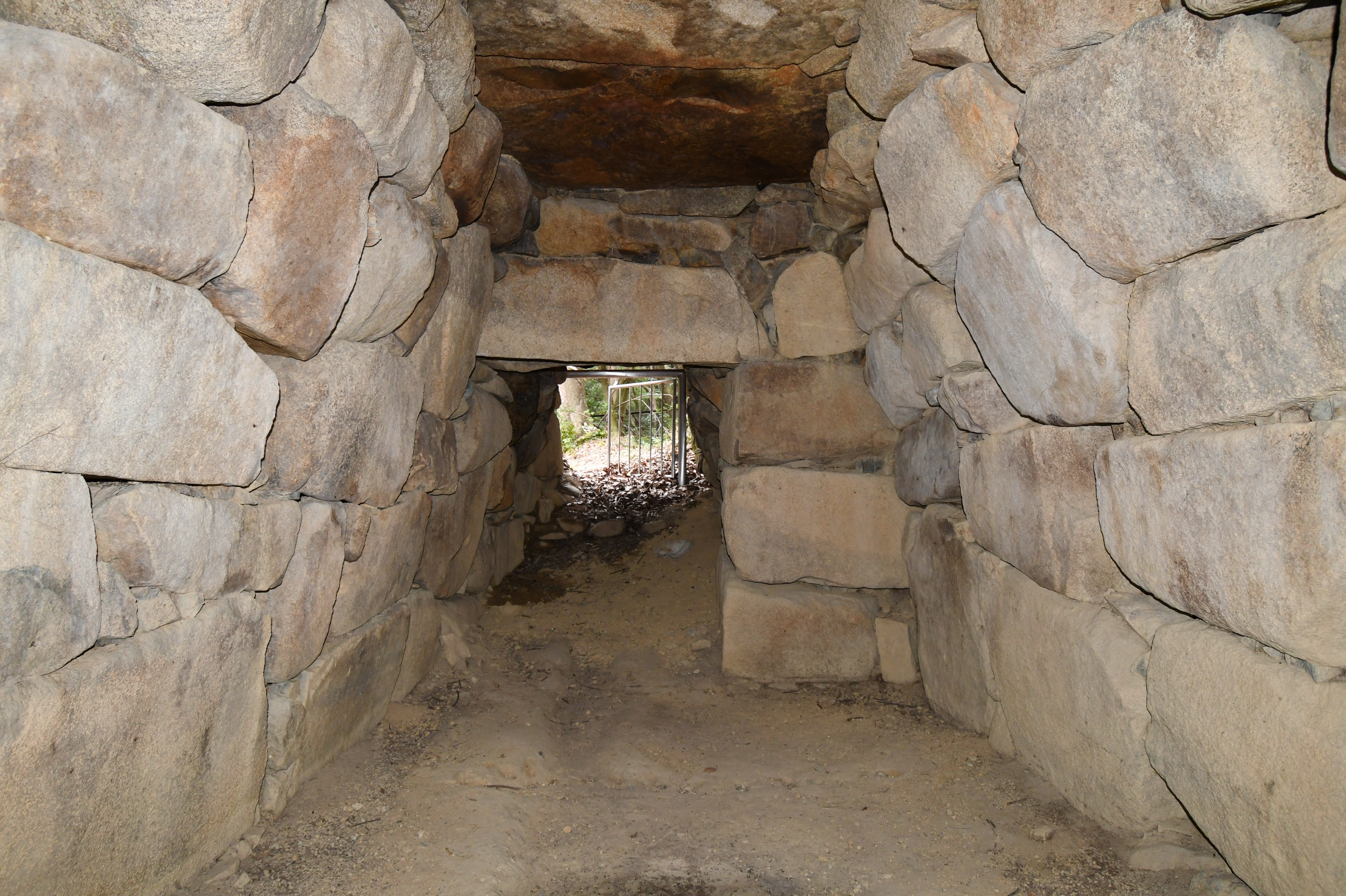
第1石室玄室（開口部方向）
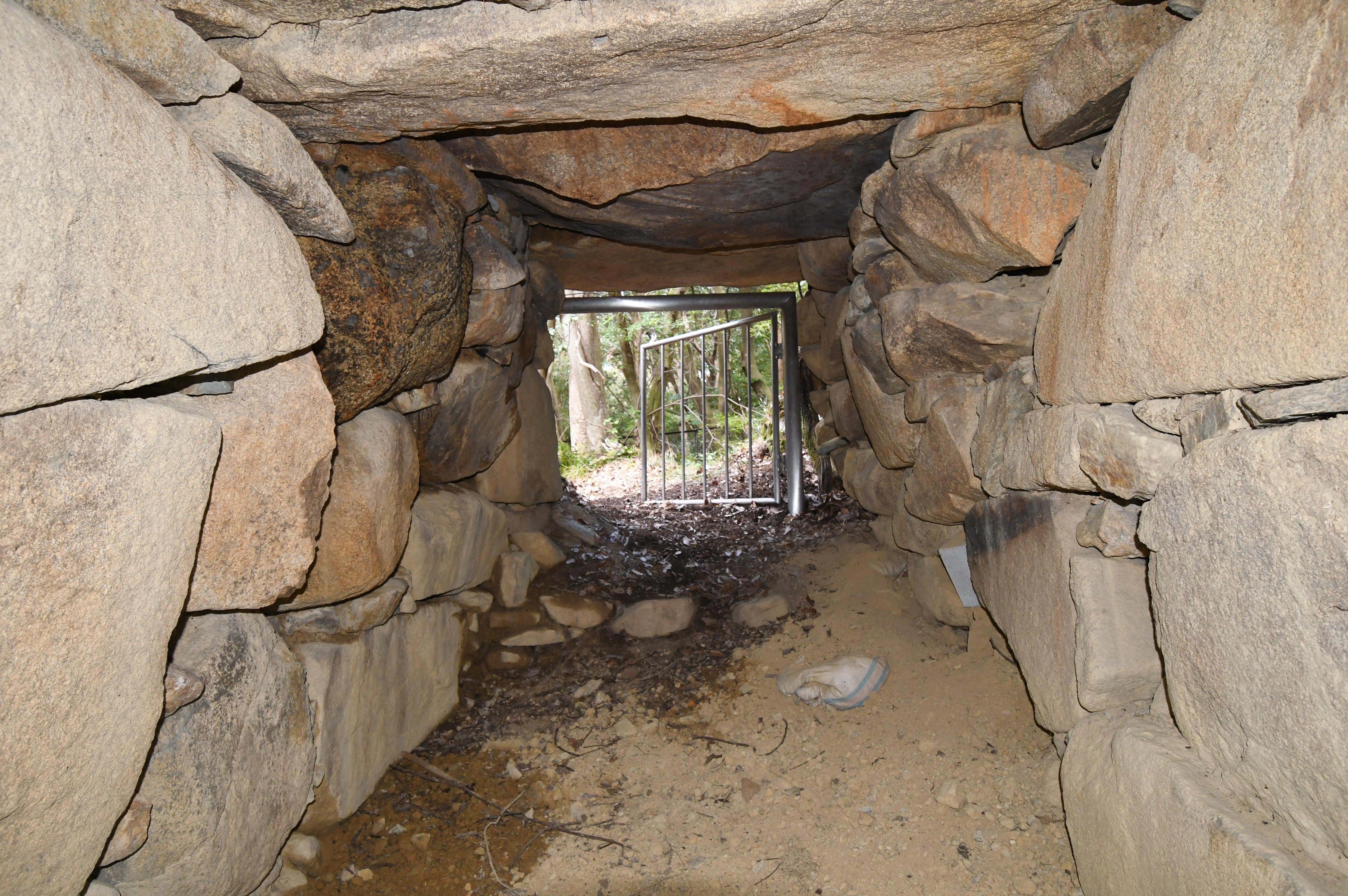
第1石室羨道（開口部方向）
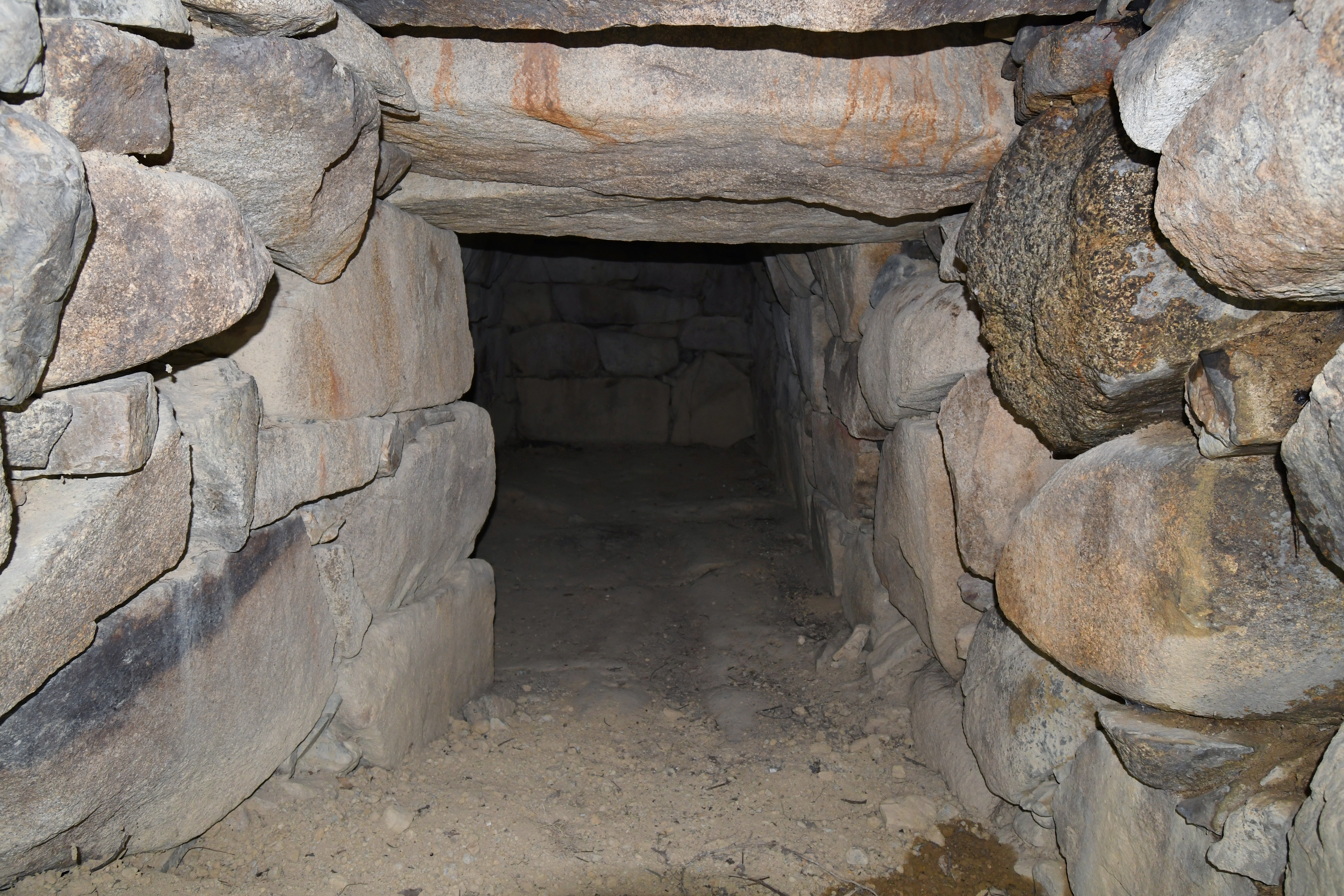
第1石室羨道（玄室方向）
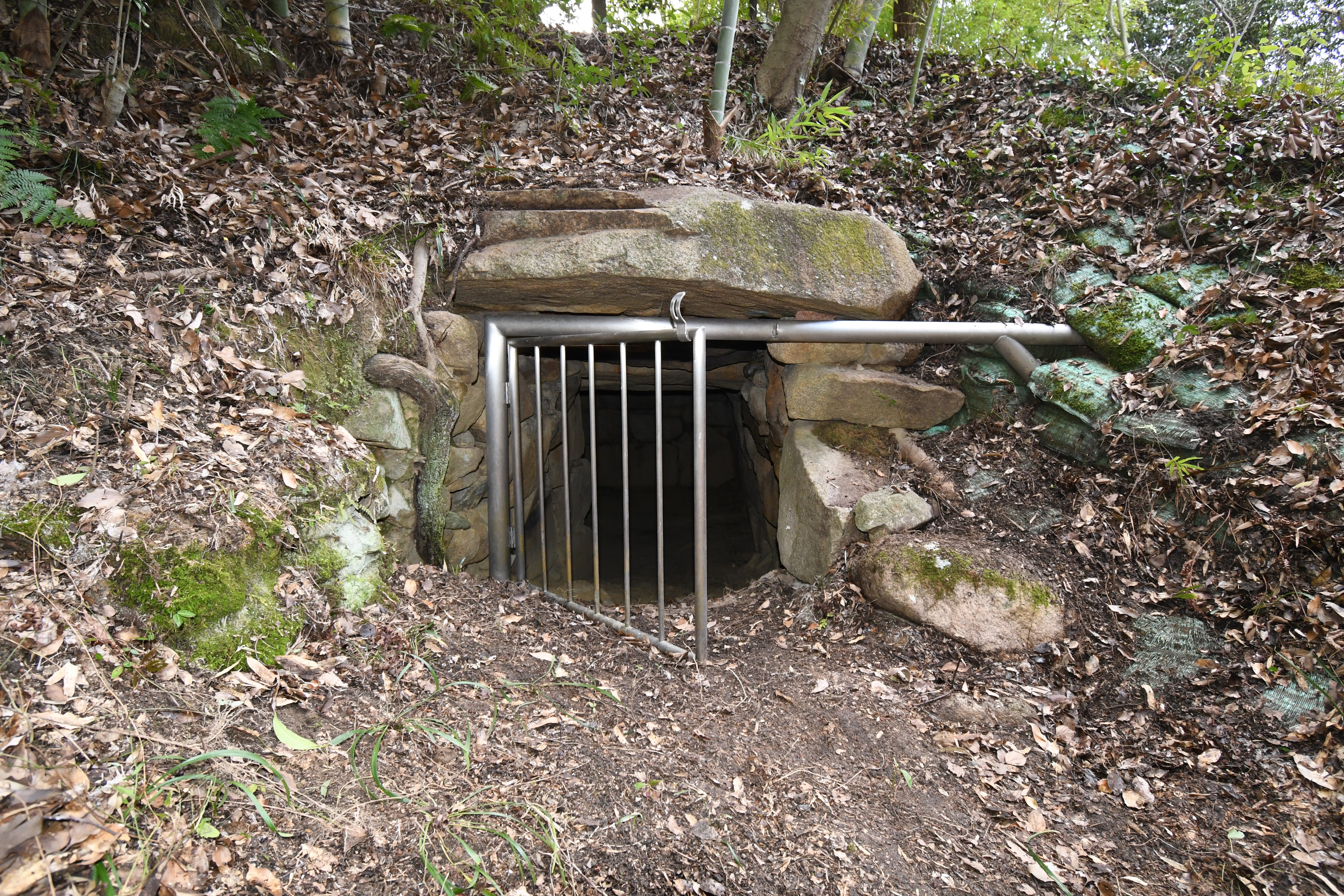
第1石室開口部
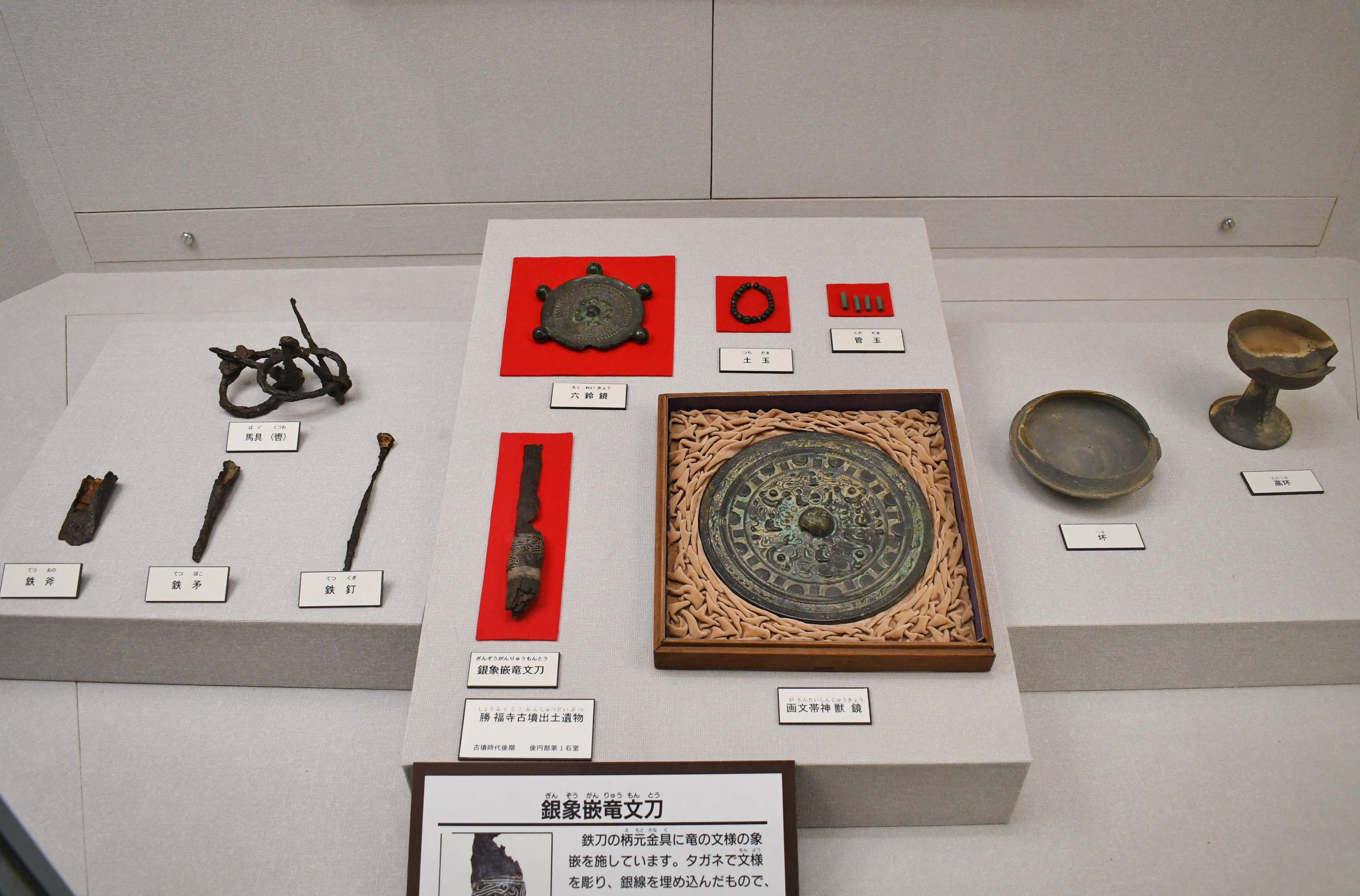
第1石室出土品 川西市文化財資料館展示（他画像も同様）。
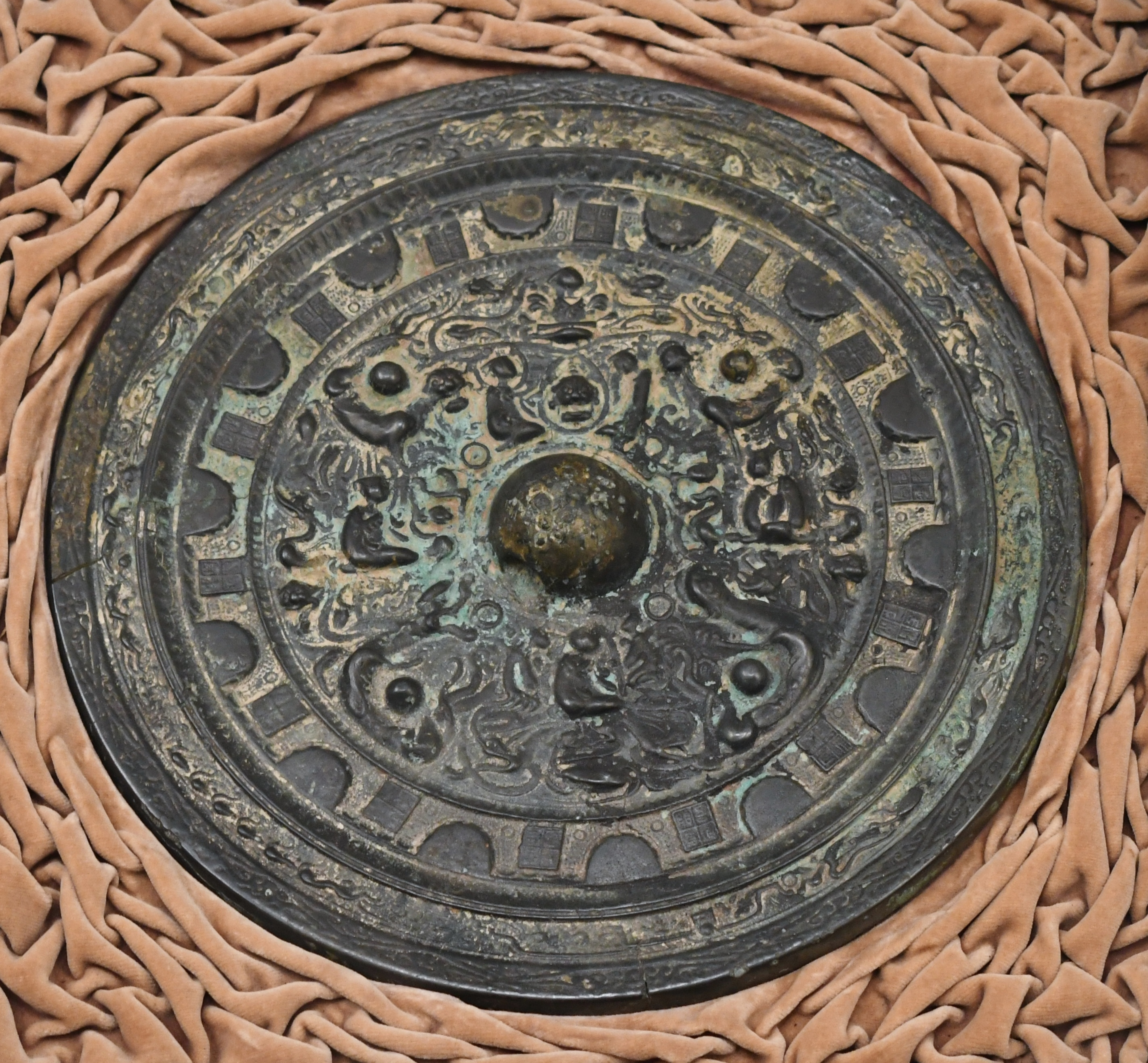
画文帯神獣鏡
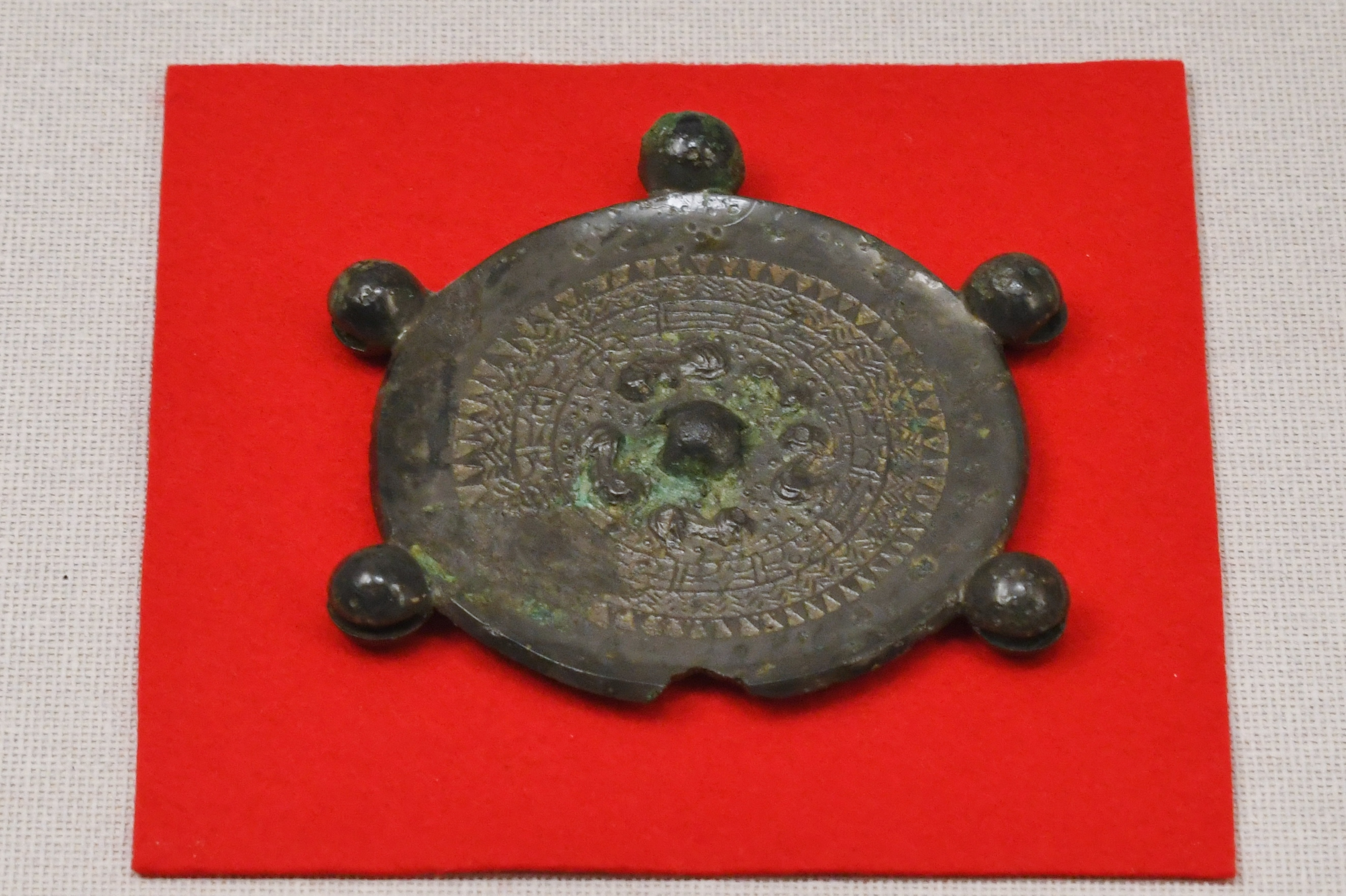
六鈴鏡
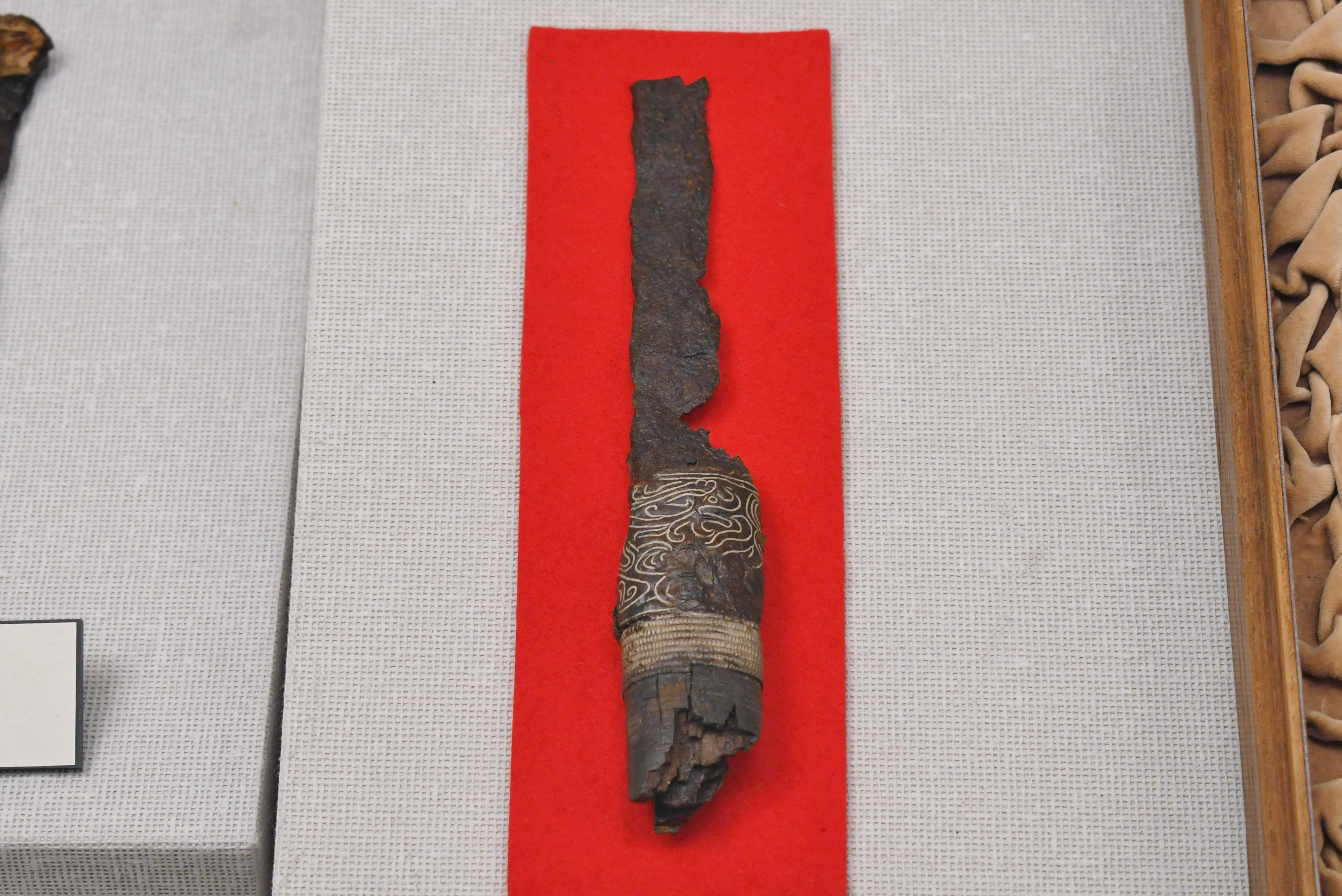
銀象嵌竜文刀
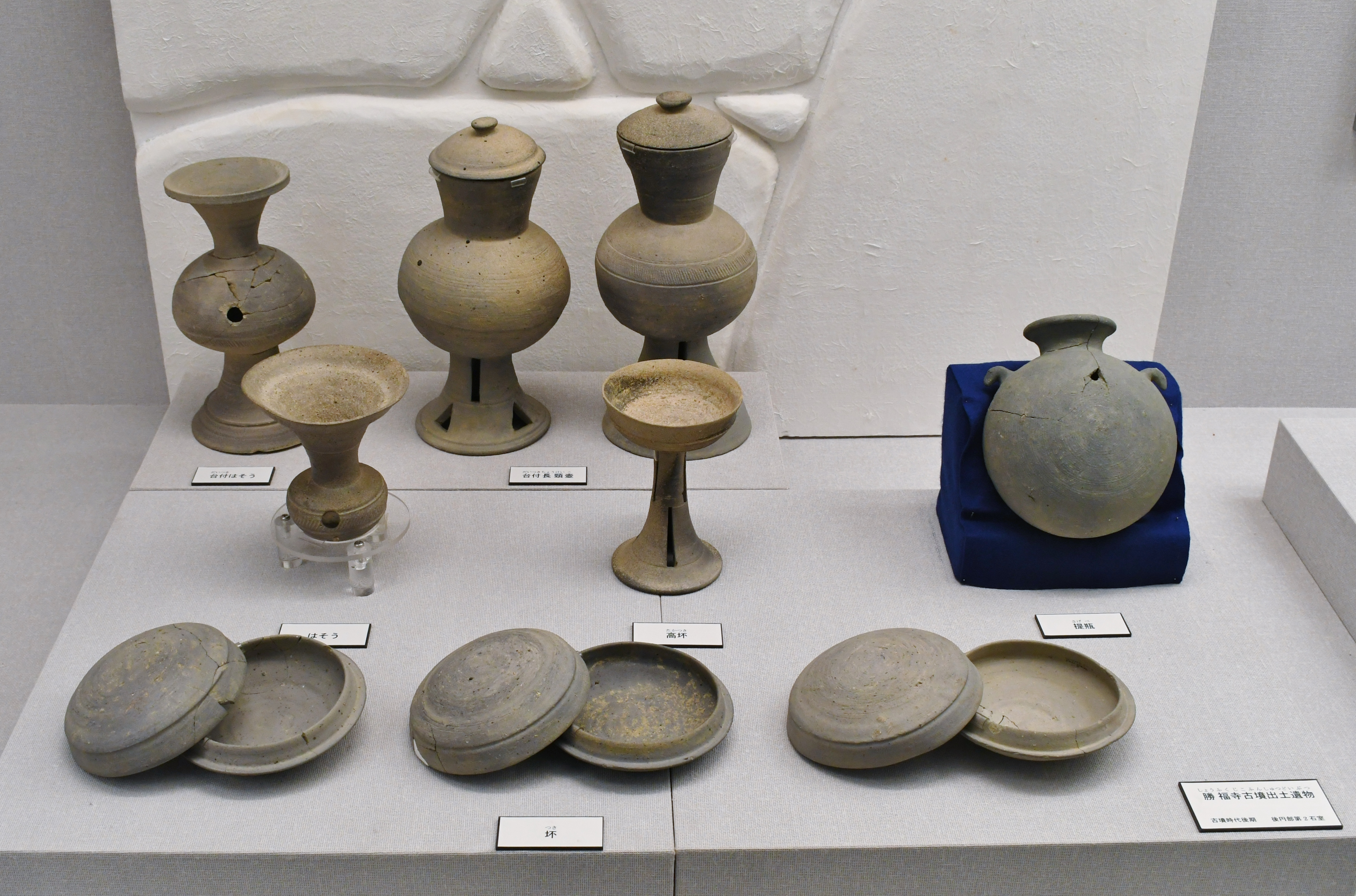
第2石室出土品
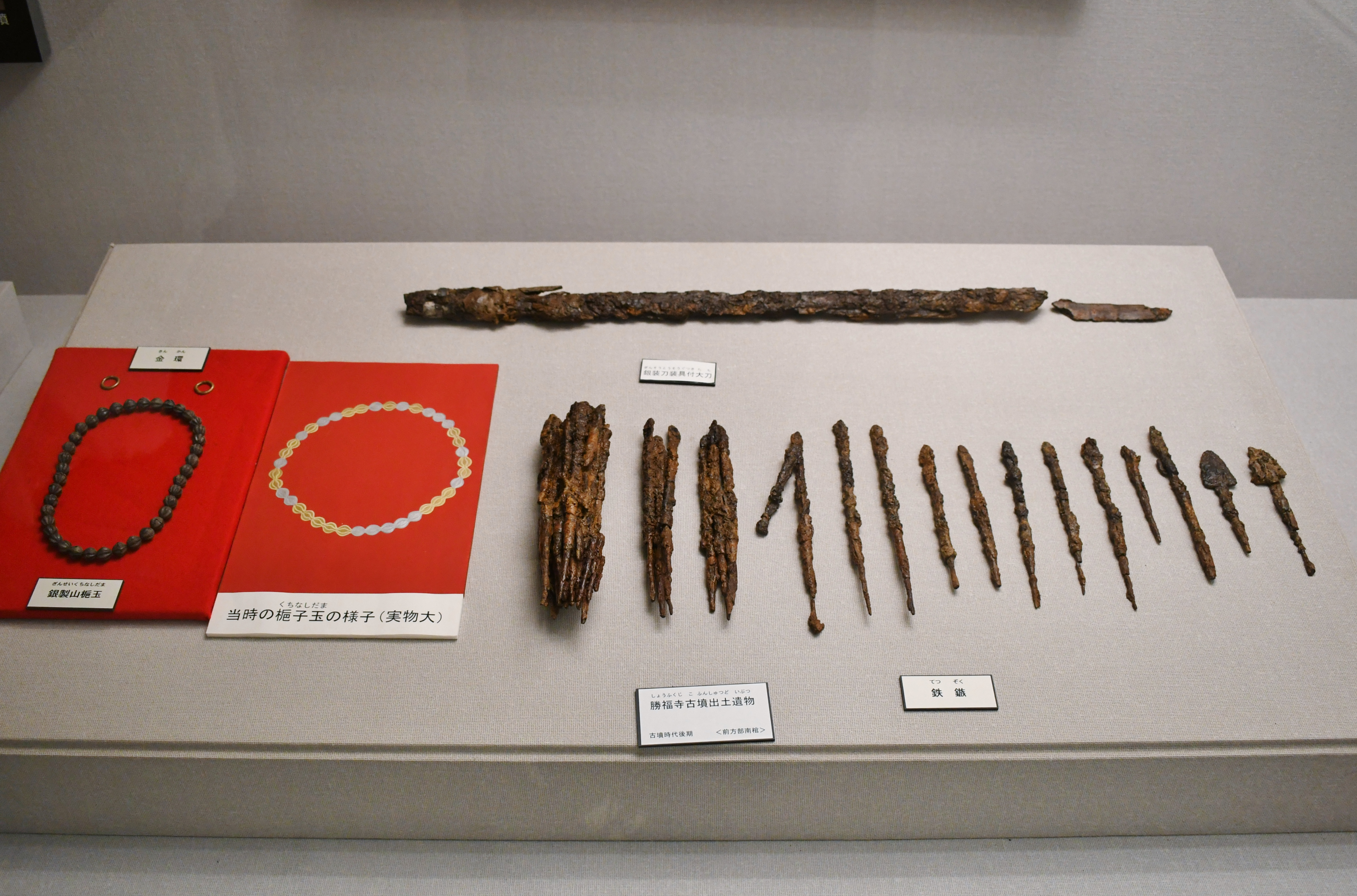
前方部南棺出土品
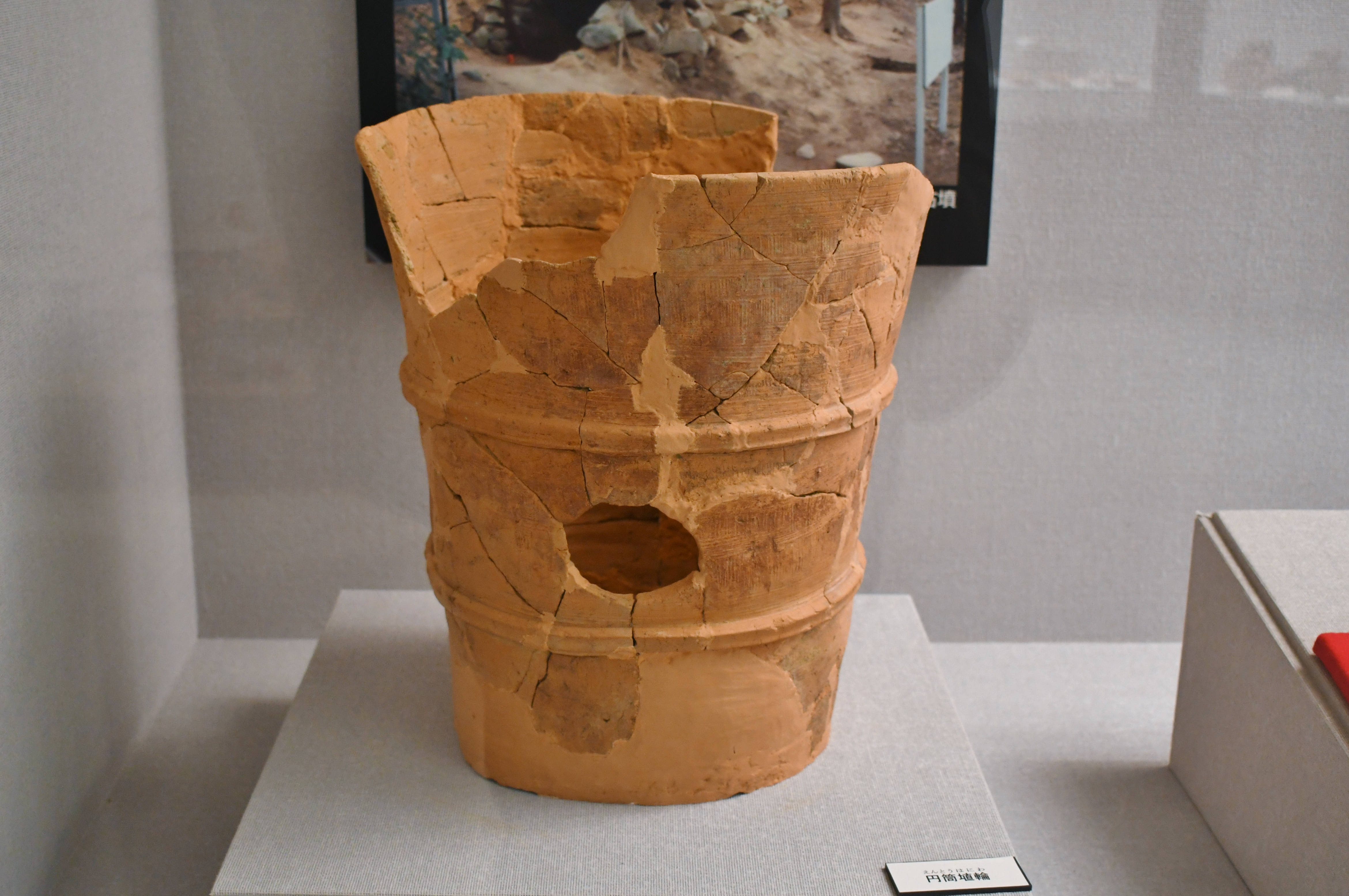
円筒埴輪
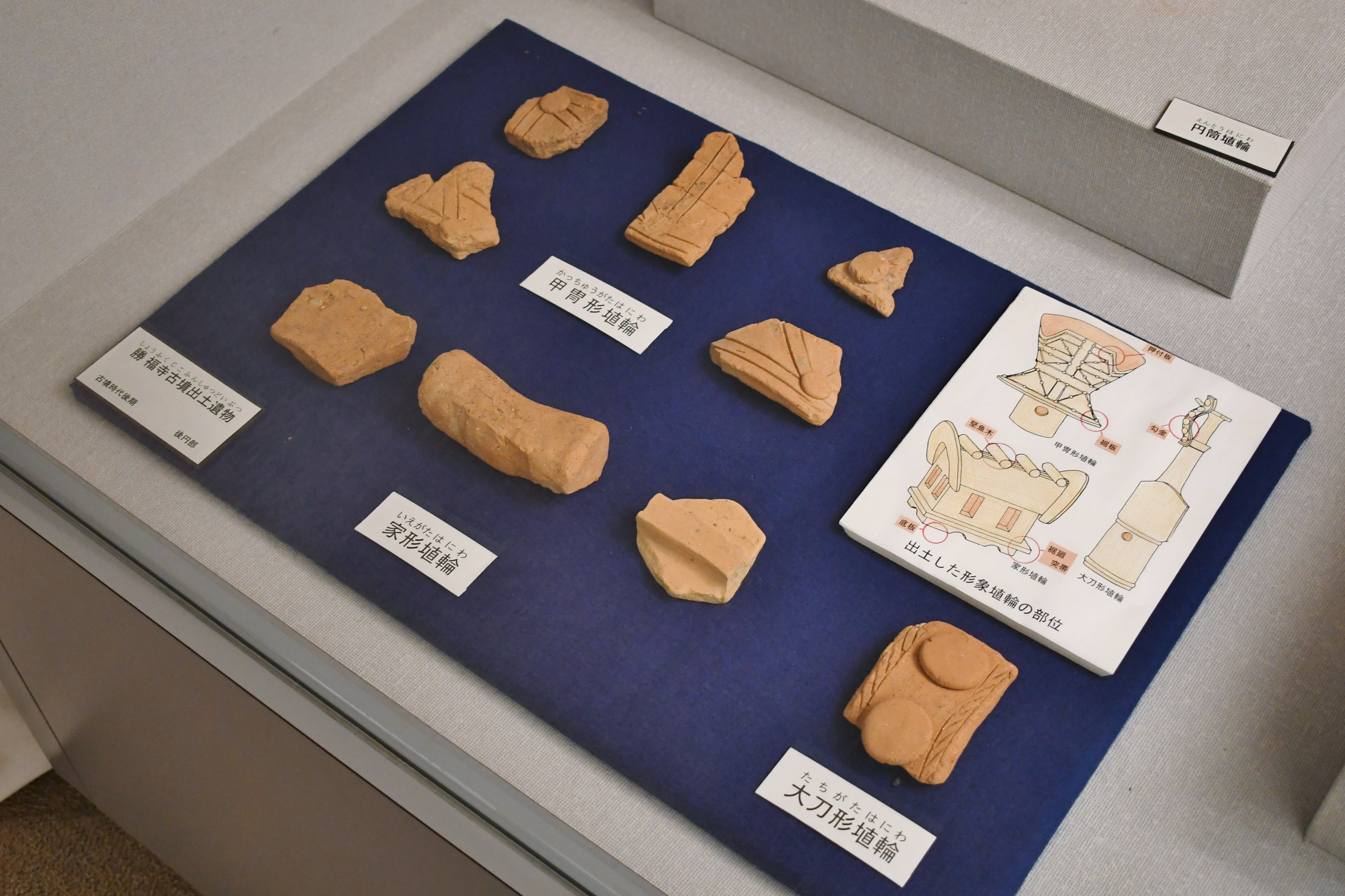
形象埴輪

## 文化財

### 兵庫県指定文化財
- 有形文化財
  - 勝福寺古墳出土品 318点（考古資料） - 勝福寺は勝福寺・川西市。川西市文化財資料館保管。2014年（平成26年）3月14日指定。
- 史跡
  - 勝福寺古墳 - 所有者は勝福寺・川西市。2014年（平成26年）3月14日指定。

## 関連施設
- 川西市文化財資料館（川西市南花屋敷） - 勝福寺古墳の出土品を保管・展示。

## 関連文献
（記事執筆に使用していない関連文献）
- 『勝福寺古墳測量調査報告書』大阪大学大学院文学研究科考古学研究室、2001年。 - リンクは奈良文化財研究所「全国遺跡報告総覧」。
- 『勝福寺古墳発掘調査概報』大阪大学大学院文学研究科考古学研究室、2004年。 - リンクは奈良文化財研究所「全国遺跡報告総覧」。
- 『川西市勝福寺古墳発掘調査報告』川西市教育委員会、2006年。
- 『勝福寺古墳の研究（大阪大学文学研究科考古学研究報告）』大阪大学勝福寺古墳発掘調査団、2007年。